# Fiódor Bruni

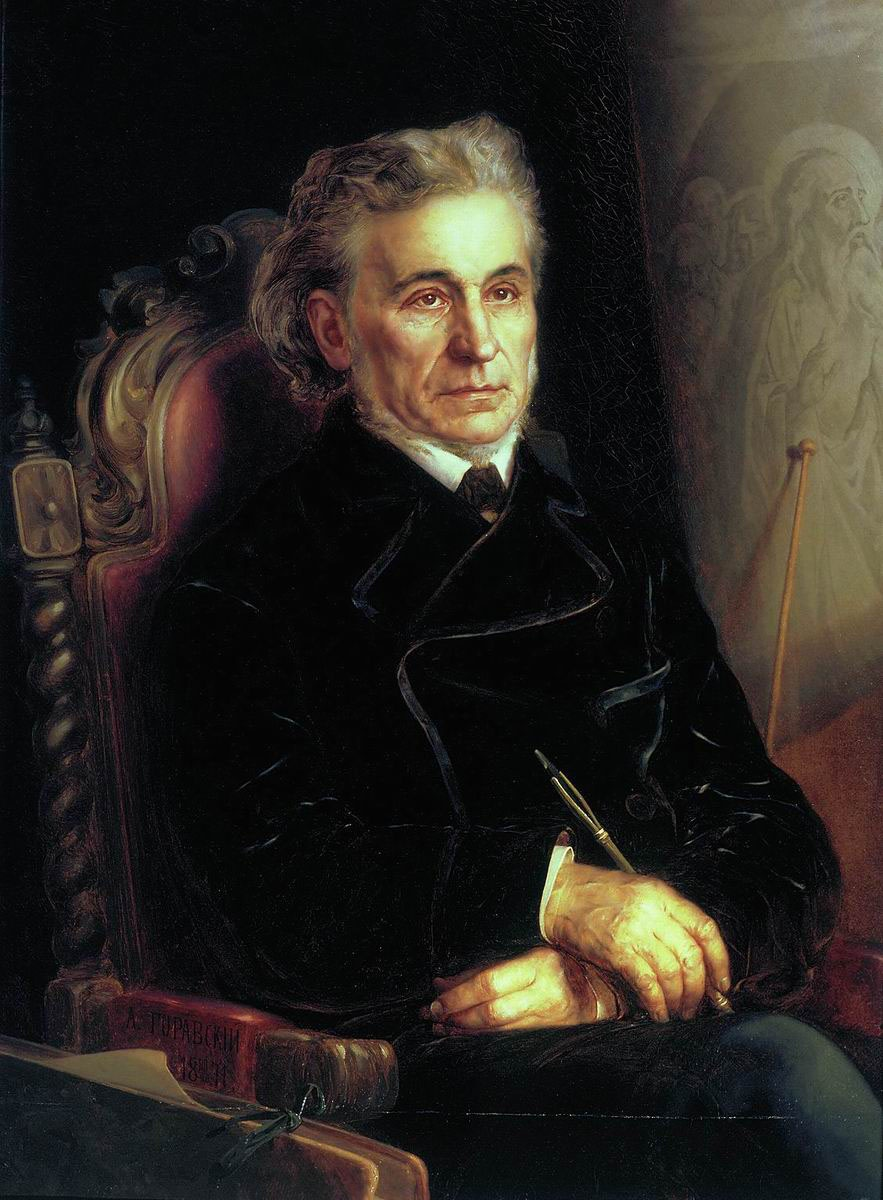
Retrat de Fiódor Bruni, d'Apollinari Goravski, 1871.

Fiódor Bruni (en rus Фёдор Антонович Бруни, Fiódor Antónovitx Bruni, nascut el 10 de juny de 1799 a Milà i mort el 30 d'agost de 1875 a Sant Petersburg. Pintor rus d'origen italià, representant de la pintura acadèmica.

## Galeria d'imatges

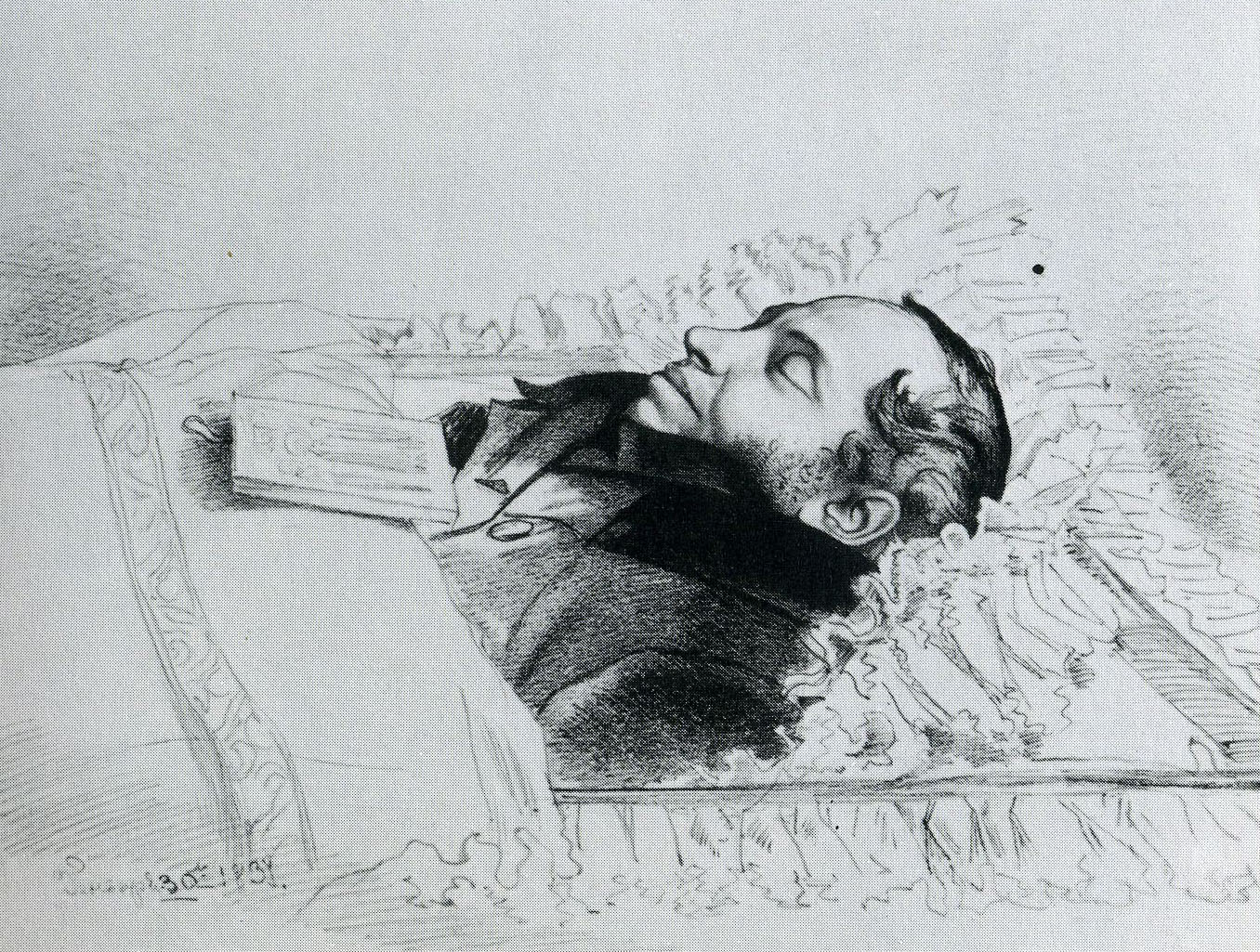
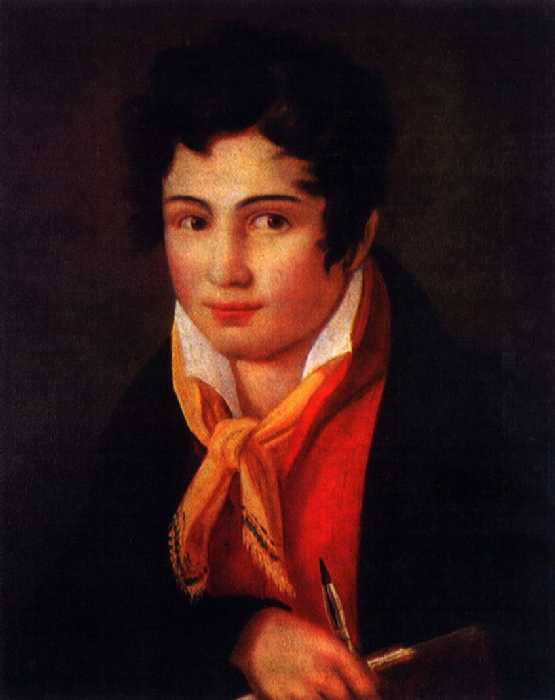
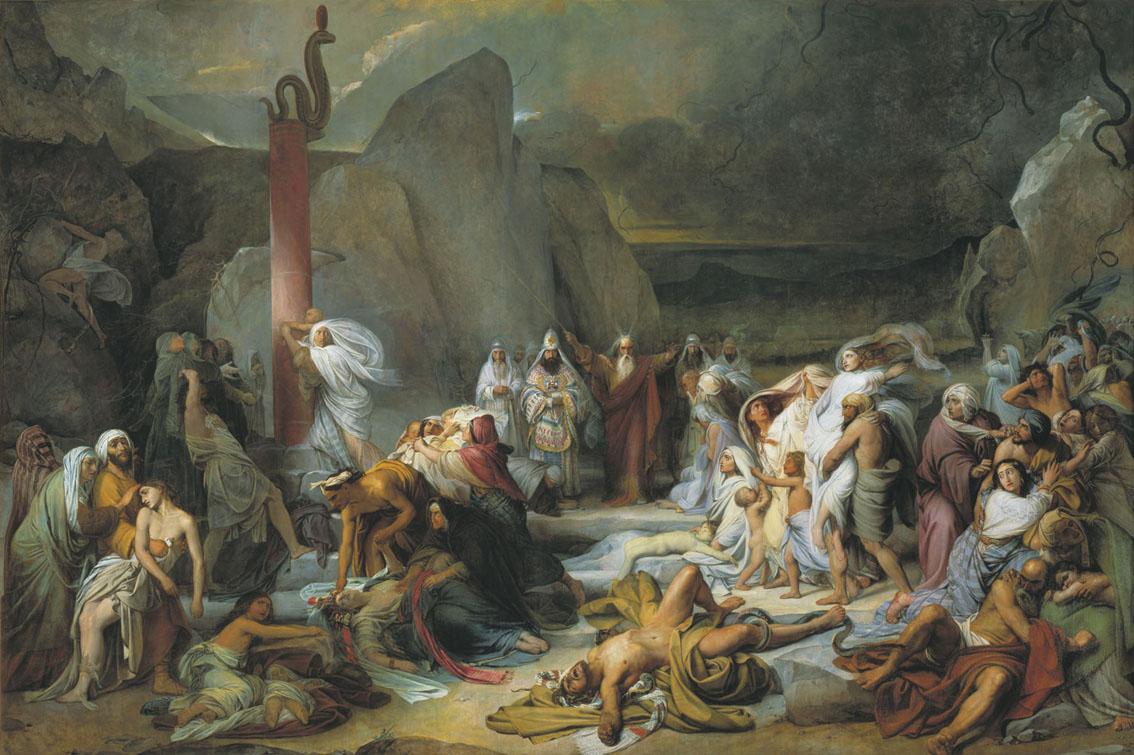
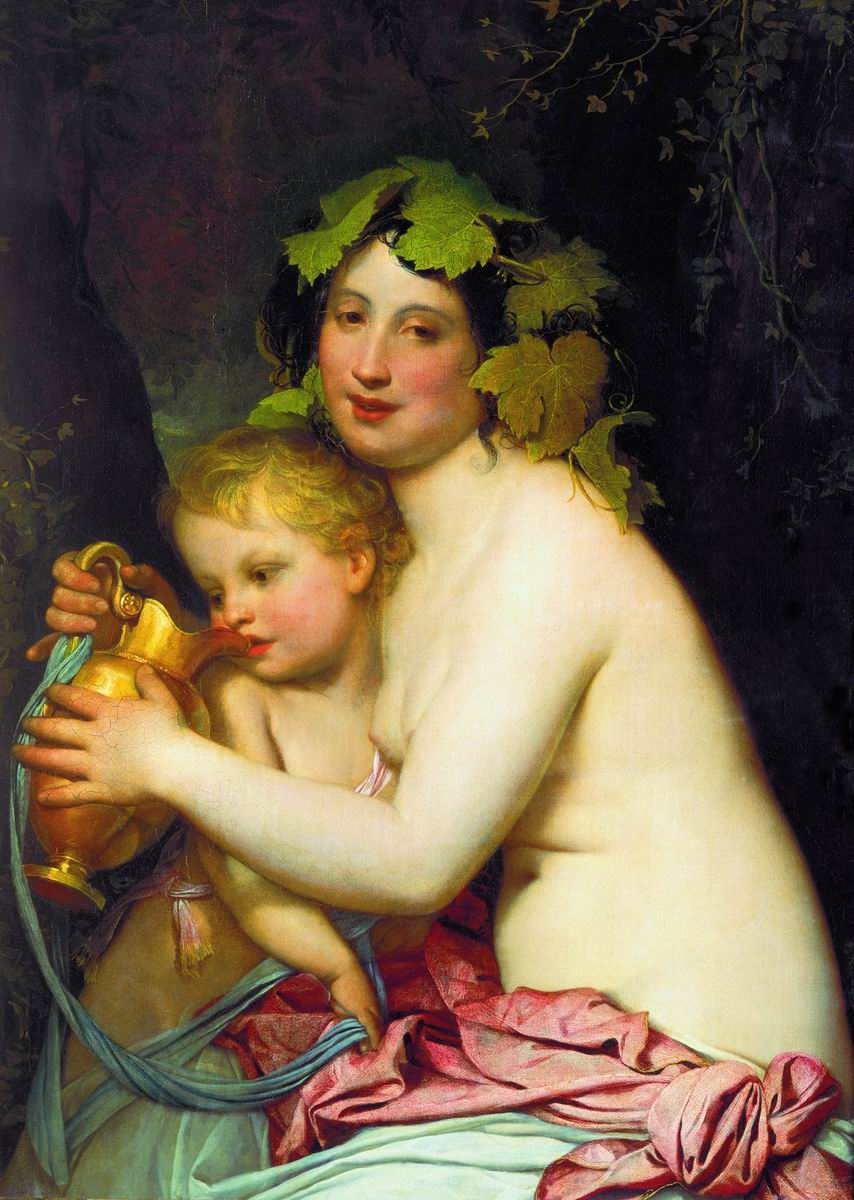
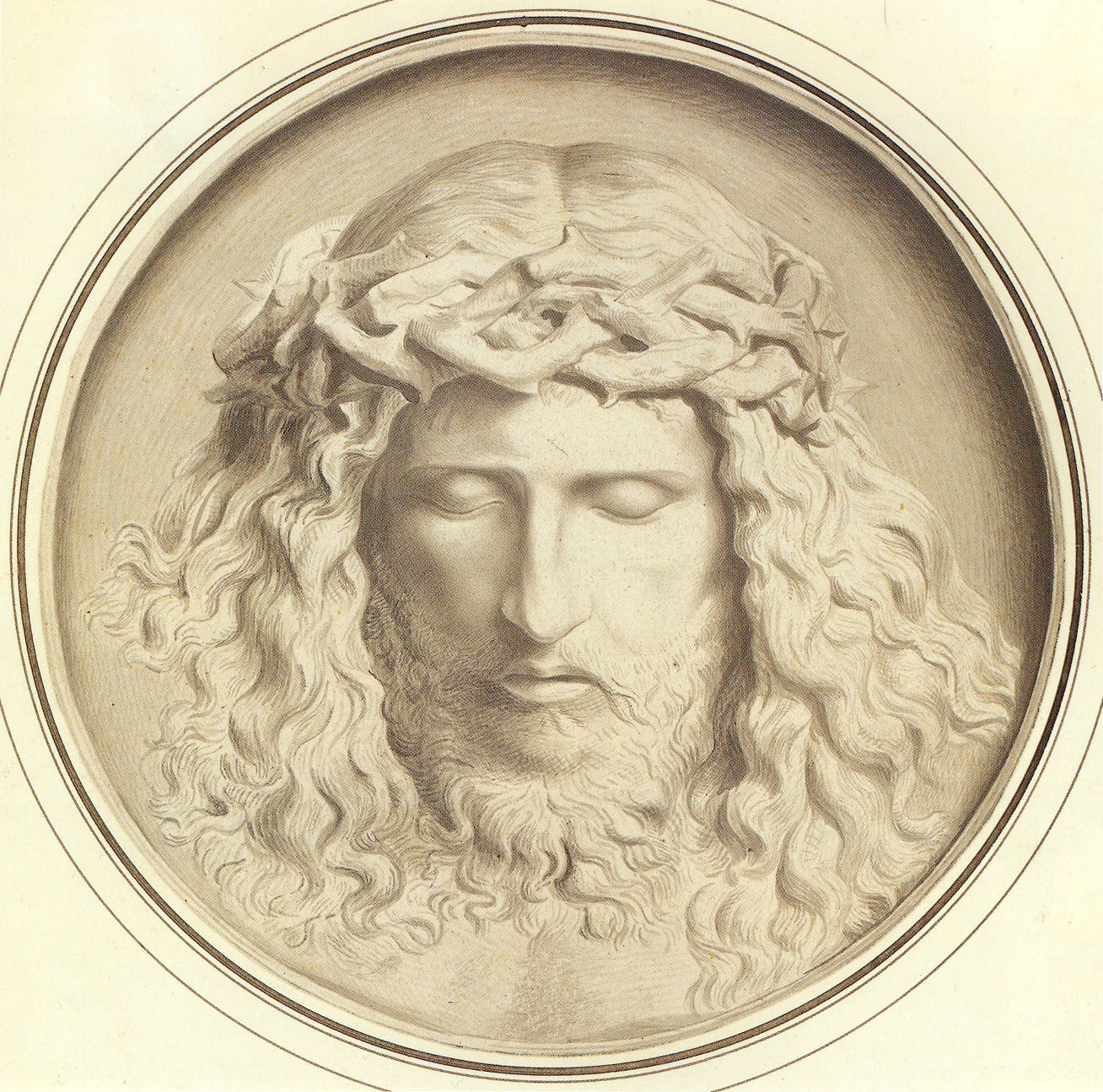
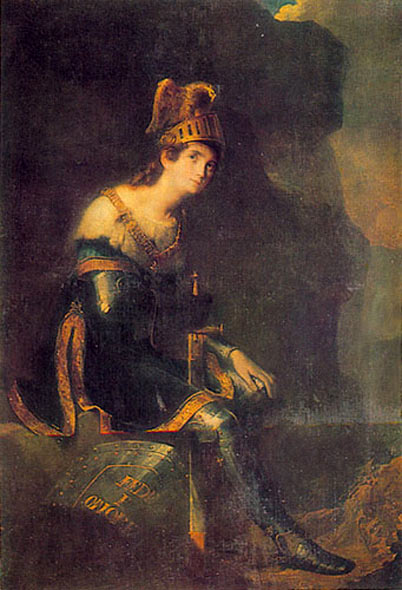